# Almeidea caerulea
Almeidea caerulea là một loài thực vật có hoa trong họ Cửu lý hương. Loài này được (Nees & Mart.) A.St.-Hil. mô tả khoa học đầu tiên năm 1823.